# Sant Isidre de Falou
Sant Isidre de Falou és una capella de la masia de Falou del municipi de Llobera (Solsonès) inclosa en l'Inventari del Patrimoni Arquitectònic de Catalunya.

## Situació
La capella i la masia es troben a la part central del terme municipal, a llevant de l'Hostal Nou, als plans curulls de camps de conreu de la capçalera del barranc de Santa Maria que mena les aigües a la riera de Llanera.
S'hi accedeix per la carretera asfaltada que es deriva, en direcció est (no està senyalitzada), del km. 44,4 de la carretera C-451 de Biosca a Solsona (41° 55′ 43″ N, 1° 28′ 06″ E / 41.928557°N,1.468402°E). La masia està a 800 metres de distància.

## Descripció

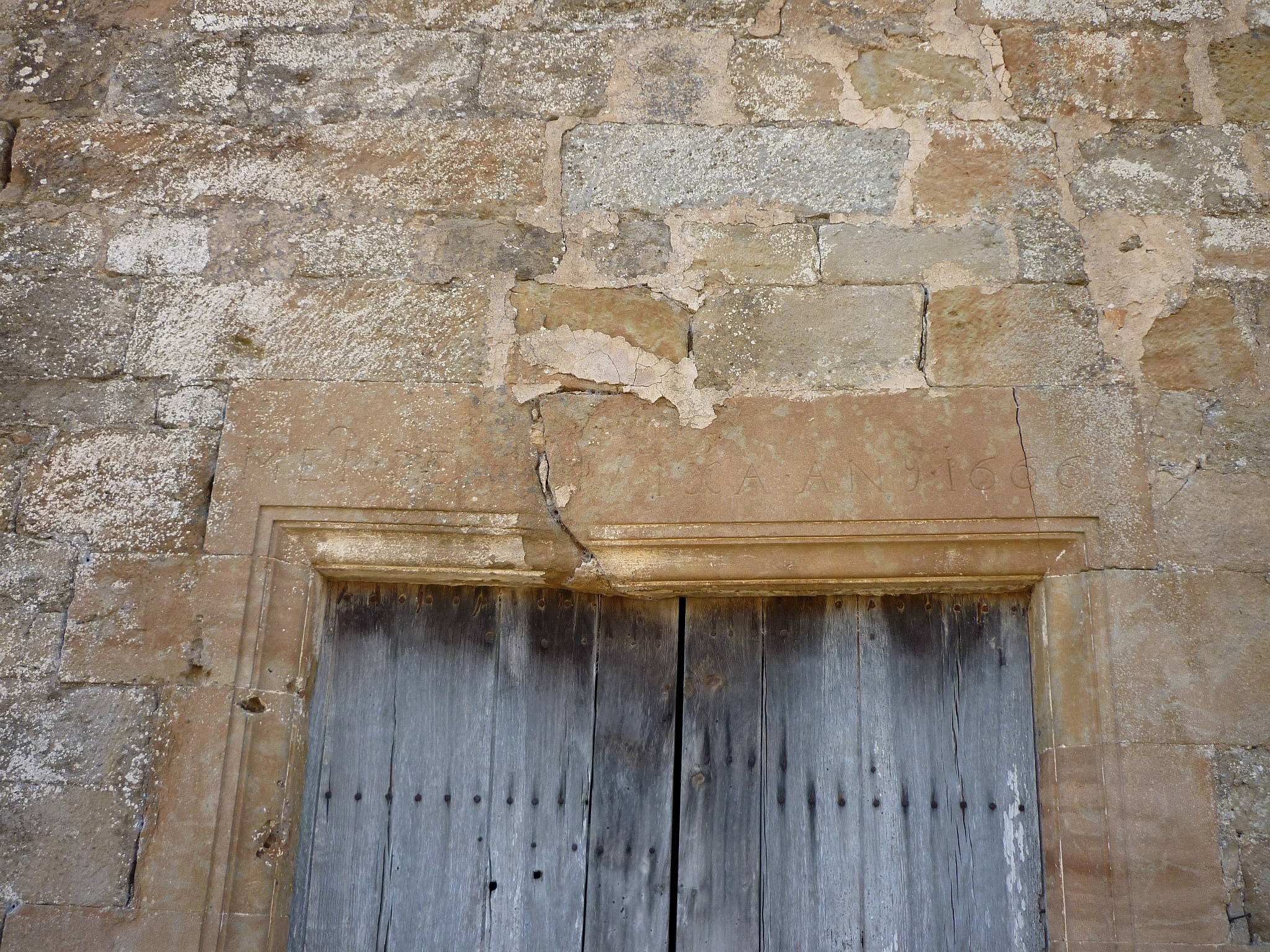
Portal

Església de nau rectangular. Té un campanar d'espadanya cobert amb lloses, amb dues finestres cobertes amb arcs de mig punt adovellats. Al frontis destaca un ull de bou. Existeixen dos contraforts laterals a la cara nord. En la llinda de la porta principal consta la data 1666. A l'interior, volta de mig punt i creuada a la sagristia. La sagristia és d'època posterior. Destaquen a la façana principal dues gàrgoles. Presència de dues finestres en la totalitat de la nau. Les parets interiors estan enguixades i pintades.

## Història
Segons fonts orals, durant la guerra civil aquesta església va ser molt deteriorada i van destruir els dos retaules existents. Els soldats aprofitaven l'interior de la nau per habitacle.